# Фондова карта
Фондова карта (англ. stock chart; нім. Fondskarte) — структурна карта по покрівлі пласта, на якій показано умовними знаками такі свердловини:
- 1) що перебувають в експлуатації;
- 2) що перебувають в процесі буріння (а також свердловини, в яких проводяться роботи по заглибленню і поверненню);
- 3) які перебувають в стадії освоєння (пробурені, але ще не введені в експлуатацію);
- 4) які підлягають заглибленню на заданий пласт з залеглого вище пласта;
- 5) підлягають поверненню на даний пласт з залеглого нижче пласта;
- 6) які запроєктовані згідно з вибраною системою дорозробки.